# Alexander Wolcott
Alexander S. Wolcott (ur. 1804, zm. 1844) – amerykański pionier fotografii (dagerotypii).

## Życiorys
W wykształcenia był dentystą.
6 października 1839 pracując wspólnie z John Johnson rozpoczął eksperymenty z dagerotypią, dzień później wspólnie utrwalili portret. Pierwszeństwo zrobienia pierwszego portretu na świecie jest sprzeczne, mogli tego dokonać także Samuel Morse lub John William Draper, niemniej w niektórych źródłach to właśnie im przyznawana jest palma pierwszeństwa.
W marcu 1840 Wolcott otworzył w Nowym Jorku pierwsze na świecie portretowe studio fotograficzne. W maju tego roku opatentował bezobiektywowy aparat fotograficzny znany jako aparat Wolcotta (Walcott mirror camera), w którym wchodzące do aparatu światło było ogniskowane nie obiektywem, ale zakrzywionym zwierciadłem. Podstawową zaletą takiego rozwiązania było zmniejszenie czasu potrzebnego na naświetlenie światłoczułej płyty z około 30 na tylko pięć minut, a także brak aberracji chromatycznych. Do wad należały znaczna masa takiego aparatu i możliwość naświetlenia tylko bardzo małej powierzchni, aparat nie odniósł sukcesu komercyjnego.